# A Comore-szigetek világörökségi helyszínei
A Comore-szigetek területéről eddig egy helyszín sem került fel a világörökségi listára, négy helyszín a javaslati listán várakozik felvételre. 
| Megnevezés                                                | Kép | Típus                 | Kritérium      | Év   | Link |
| --------------------------------------------------------- | --- | --------------------- | -------------- | ---- | ---- |
| A Comore-szigetek trengeri ökoszisztémái                  |     | Természeti            | IX, X          | 2007 | 5107 |
| A Comore-szigetek szárazföldi ökoszisztémái és kultúrtája |     | Vegyes                | V, VIII, IX, X | 2007 | 5108 |
| A Comore-szigetek történelmi szultánságai                 |     | Kulturális            | II, IV, V      | 2007 | 5109 |
| Parfüm ültetvény kultúrtáj                                |     | Kulturális/Természeti | II, IV, V      | 2007 | 5110 |